# Macedo de Cavaleiros
Macedo de Cavaleiros este un oraș în Portugalia.
- Populație: 17.449
- Area: 699,27 km²
- Densitate: 24,95/km²
- Cod poștal: 5340

| Nom                                    | Populație | Area               | Densitate |
| -------------------------------------- | --------- | ------------------ | --------- |
| Ala                                    | 497       | 33,76 km²/3 376 ha | 14,7/km²  |
| Amendoeira                             | 490       | 15,54 km²/1 554 ha | 31,5/km²  |
| Arcas                                  | 389       | 23.12 km²/2 312 ha | 16.8/km²  |
| Bagueixe                               | 190       | 9,88 km²/988 ha    | 19,2/km²  |
| Bornes                                 | 420       | 18,75 km²/1,875 ha | 22,.4/km² |
| Burga                                  | 88        | 7,35 km²/735 ha    | 12/km²    |
| Carrapatas                             | 225       | 6,7 km²/670 ha     | 33,6/km²  |
| Castelãos                              | 395       | 13,1 km²/1 310 ha  | 30,2/km²  |
| Chacim                                 | 341       | 19,42 km²/1 942 ha | 17,6/km²  |
| Cortiços                               | 417       | 24,72 km²/2 472 ha | 16,9/km²  |
| Corujas                                | 213       | 9,68 km²/968 ha    | 22/km²    |
| Edroso                                 | 131       | 12,29 km²/1 229 ha | 10,7/km²  |
| Espadanedo                             | 194       | 17,9 km²/1 790 ha  | 10,8/km²  |
| Ferreira                               | 222       | 19,57 km²/1 957 ha | 11,3/km²  |
| Grijó, formerly Grijó de Vale Benfeito | 471       | 8,17 km²/817 ha    | 57,6/km²  |
| Lagoa                                  | 432       | 34,52 km²/3 452 ha | 12.5/km²  |
| Lamalonga                              | 475       | 16,97 km²/1 697 ha | 28/km²    |
| Lamas, formerly de Lamas de Podence    | 287       | 8,71 km²/871 ha    | 33/km²    |
| Lombo                                  | 379       | 14,45 km²/1 445 ha | 26,2/km²  |
| Macedo de Cavaleiros                   | 6 087     | 15.34 km²/1,534 ha | 396,8/km² |
| Morais                                 | 704       | 52,8 km²/5 280 ha  | 13,3/km²  |
| Murçós                                 | 206       | 21,23 km²/2 123 ha | 9,7/km²   |
| Olmos                                  | 247       | 18,67 km²/1 867 ha | 13,2/km²  |
| Peredo                                 | 366       | 21,91 km²/2 191 ha | 16,7/km²  |
| Podence                                | 357       | 14,33 km²/1 433 ha | 24,9/km²  |
| Salselas                               | 480       | 36,42 km²/3 642 ha | 13,2/km²  |
| Santa Combinha                         | 72        | 4,9 km²/490 ha     | 14,7/km²  |
| Sezulfe                                | 184       | 15,2 km²/152 ha    | 12,1/km²  |
| Soutelo Mourisco                       | 60        | 12,5 km²/1 250 ha  | 4,.8/km²  |
| Talhas                                 | 417       | 43,6 km²/4 360 ha  | 9,6/km²   |
| Talhinhas                              | 244       | 25,29 km²/2 529 ha | 9,6/km²   |
| Vale Benfeito                          | 231       | 15,86 km²/1 586 ha | 14,6/km²  |
| Vale da Porca                          | 349       | 17,23 km²/1 723 ha | 20,3/km²  |
| Vale de Prados                         | 413       | 8,81 km²/881 ha    | 46,9/km²  |
| Vilar do Monte                         | 142       | 6,23 km²/623 ha    | 22,8/km²  |
| Vilarinho de Agrochão                  | 269       | 13,84 km²/1 384 ha | 19,4/km²  |
| Vilarinho do Monte                     | 72        | 7,31 km²/731 ha    | 9,8/km²   |
| Vinhas                                 | 293       | 33,2 km²/332 ha    | 8,8/km²   |

|                  | Nord: Vinhais                      | Nordo.: Bragança |
| West: Mirandela  | Macedo de Cavaleiros               | Est: Vimioso     |
| Sudo.: Vila Flor | Sud: Alfândega da Fé and Mogadouro |                  |